# فالنتينو فيرمولين
فالنتينو فيرمولين (بالهولندية: Valentino Vermeulen)‏ هو لاعب كرة قدم هولندي، ولد في 20 يوليو 2001 في آيندهوفن في هولندا. لعب مع إف سي آيندهوفن.